# Флаг муниципального округа Якиманка
Флаг муниципального округа Якима́нка в Центральном административном округе города Москвы Российской Федерации — опознавательно-правовой знак, служащий официальным символом муниципального образования.
Флаг первоначально был утверждён решением от 7 октября 2004 года № 43 как флаг муниципального образования Якиманка.
Законом города Москвы от 11 апреля 2012 года № 11, муниципальное образование Якиманка было преобразовано в муниципальный округ Якиманка.
Решением Совета депутатов муниципального округа Якиманка от 12 декабря 2013 года № 147 данный флаг был утверждён флагом муниципального округа Якиманка.

## Описание
«Флаг муниципального образования Якиманка представляет собой двустороннее, прямоугольное полотнище с соотношением сторон 2:3.
Полотнище состоит из верхней пурпурной и нижней белой частей, разделённых волнообразно. Осевая линия волнообразного деления находится на расстоянии 3/10 ширины полотнища от его нижнего края, а габаритная ширина линии деления составляет 3/40 ширины полотнища.
В пурпурной части помещено изображение жёлтой райской птицы, стоящей на лапах с белыми глазами и когтями. Габаритные размеры изображения составляют 5/12 длины и 5/8 ширины полотнища. Центр изображения равноудалён от боковых краёв полотнища и на 1/8 смещён к верхнему краю полотнища.
В белой части помещено изображение трёх зелёных трилистников, средний понижен. Габаритные размеры изображения составляют 8/15 длины и 1/4 ширины полотнища. Центр изображения равноудалён от боковых краёв полотнища и находится на расстоянии 3/20 ширины полотнища от его нижнего края».

## Обоснование символики
Пурпурное поле символизирует историческое размещение на территории муниципального образования царской летней резиденции, а также дворцовых, ремесленнических и садовнических слобод, государевых Мытного и Житного дворов.
Райская птица изображена на фризе Третьяковской галереи, являющейся главной достопримечательностью муниципального образования. Райская птица, стоящая на лапах, символизирует то, что забота о делах небесных всегда основывалась на материальной деятельности благотворителей купцов Бахрушиных и Третьяковых.
Волнообразная оконечность символизирует Москву-реку и Водоотводный канал, протекающие по территории муниципального образования.
Трилистники символизируют «Великий луг», а также Верхние, Средние и Нижние слободы садовников и «государев сад», располагавшиеся здесь.